# Liste der Auslandsvertretungen Kubas

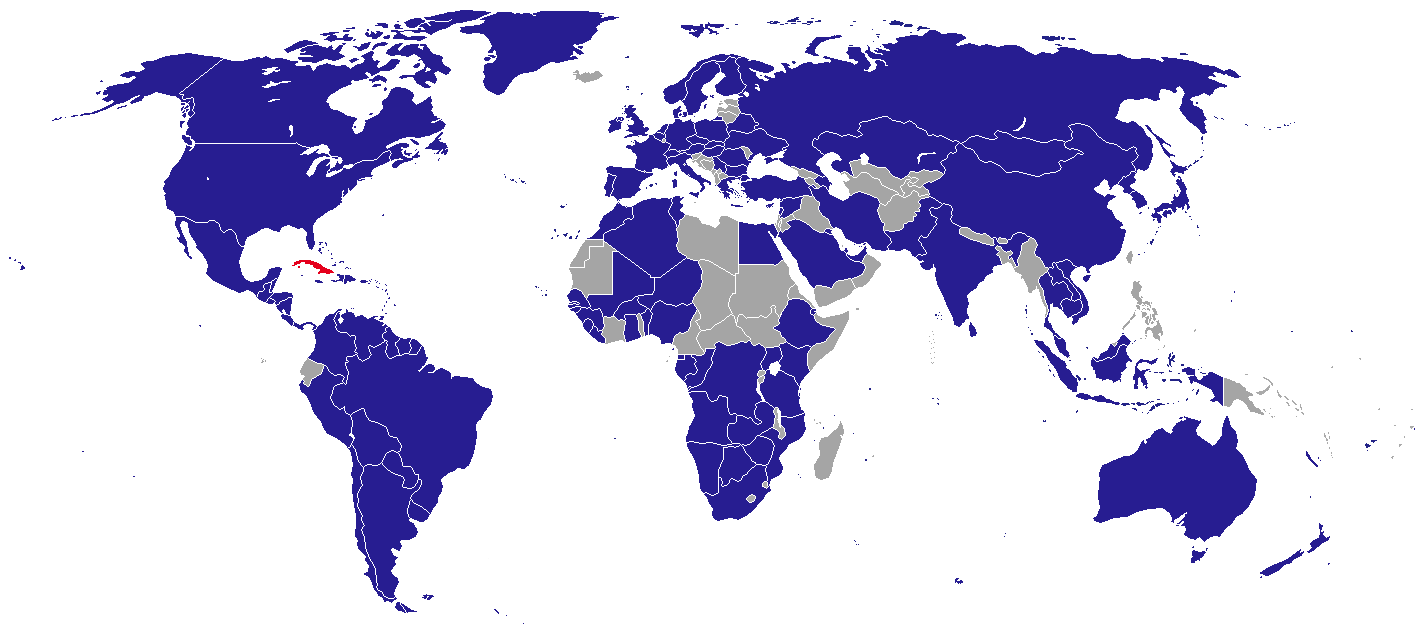
Standorte der diplomatischen Vertretungen Kubas

Dies ist eine Liste der diplomatischen und konsularischen Vertretungen Kubas.

## Diplomatische und konsularische Vertretungen

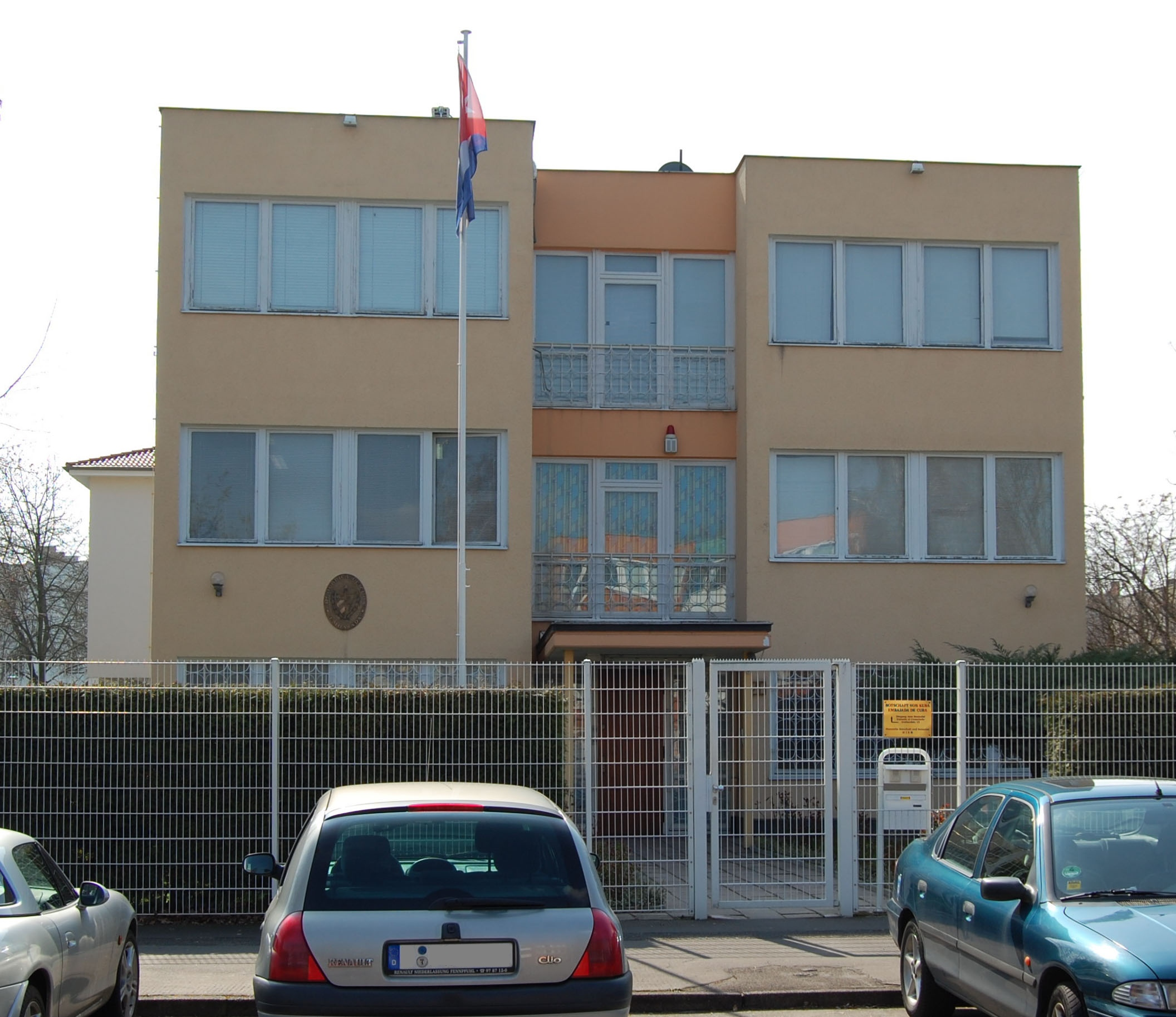
Kubanische Botschaft in Berlin

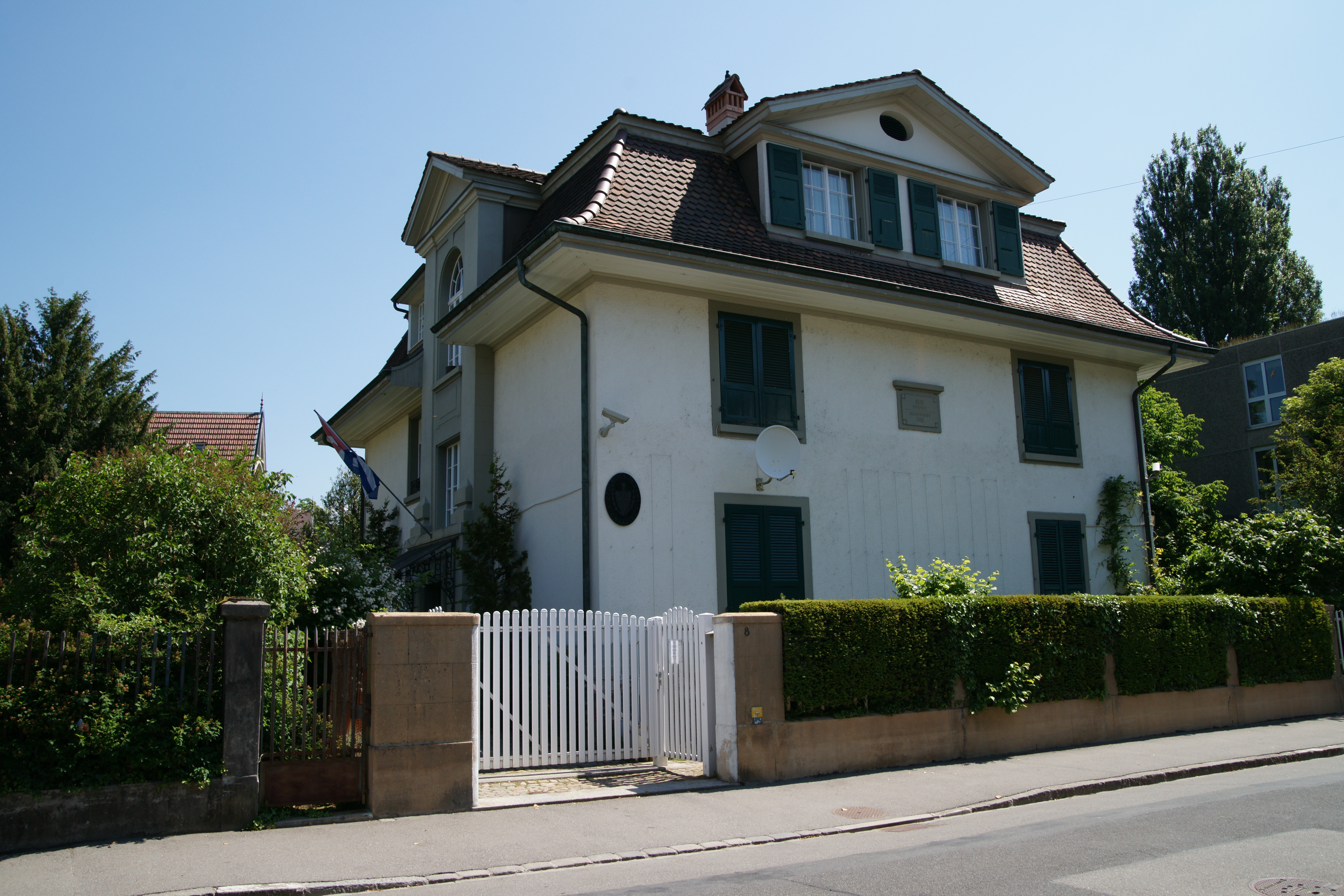
Kubanische Botschaft in Bern

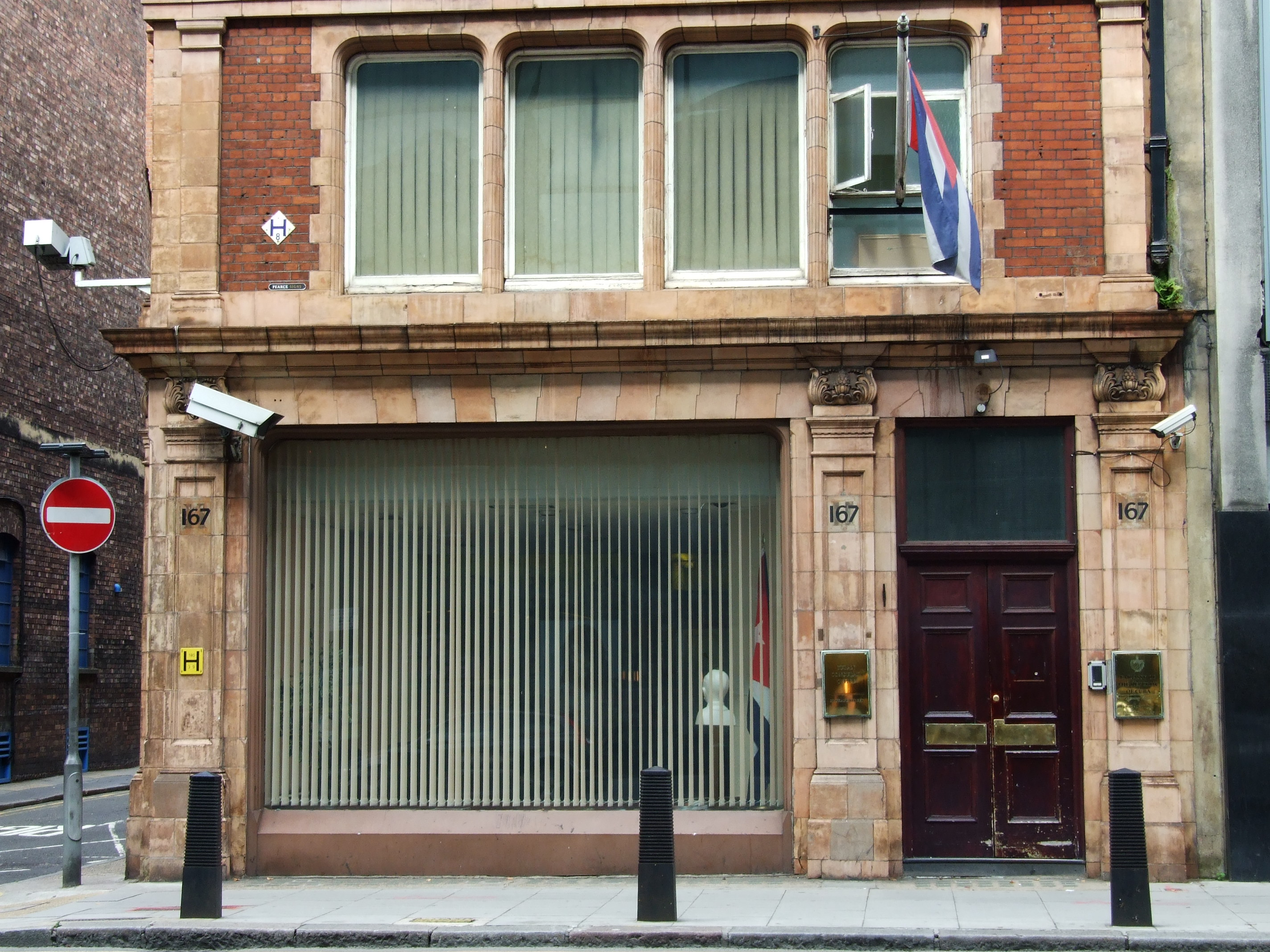
Kubanische Botschaft in London

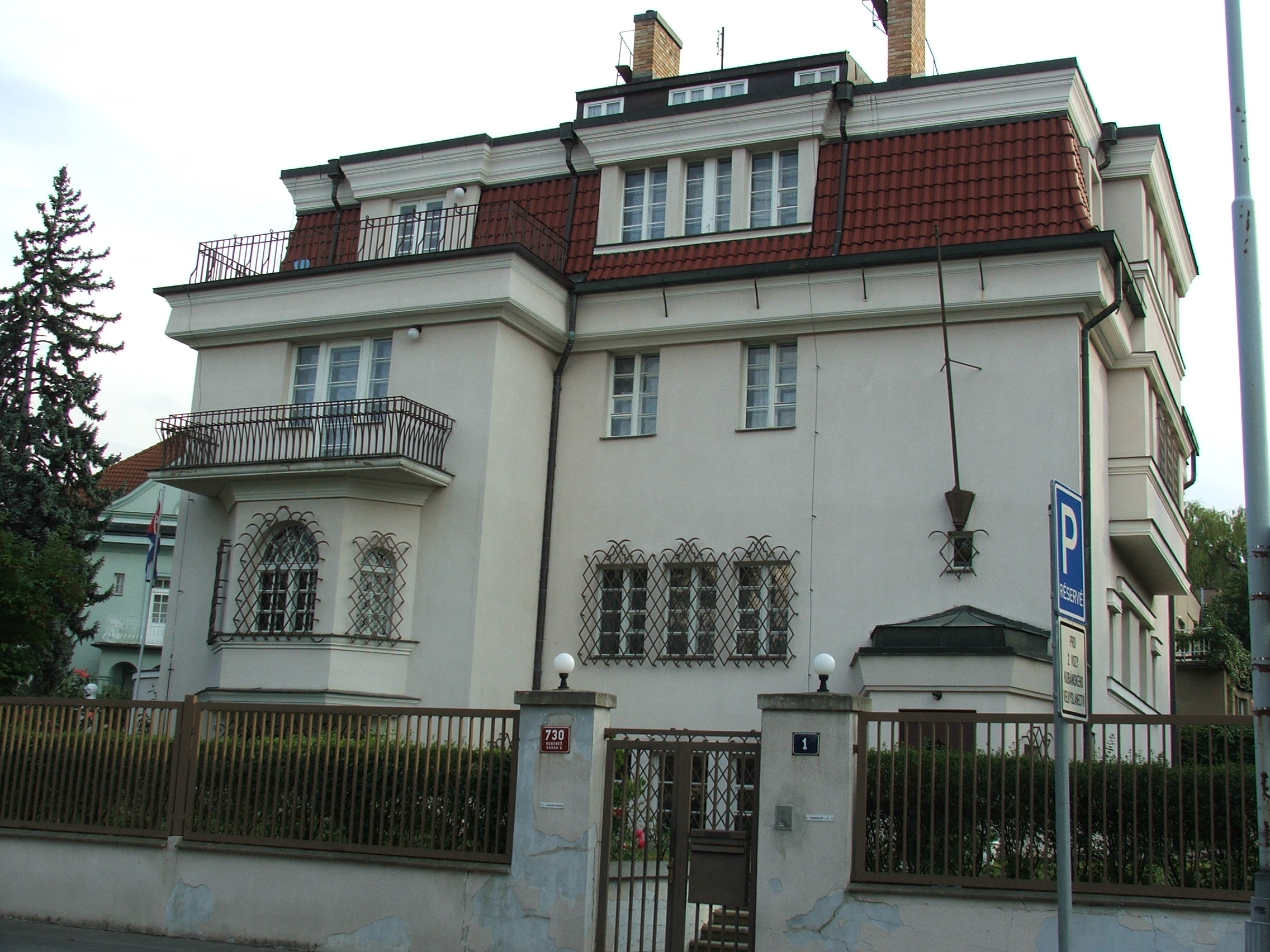
Kubanische Botschaft in Prag

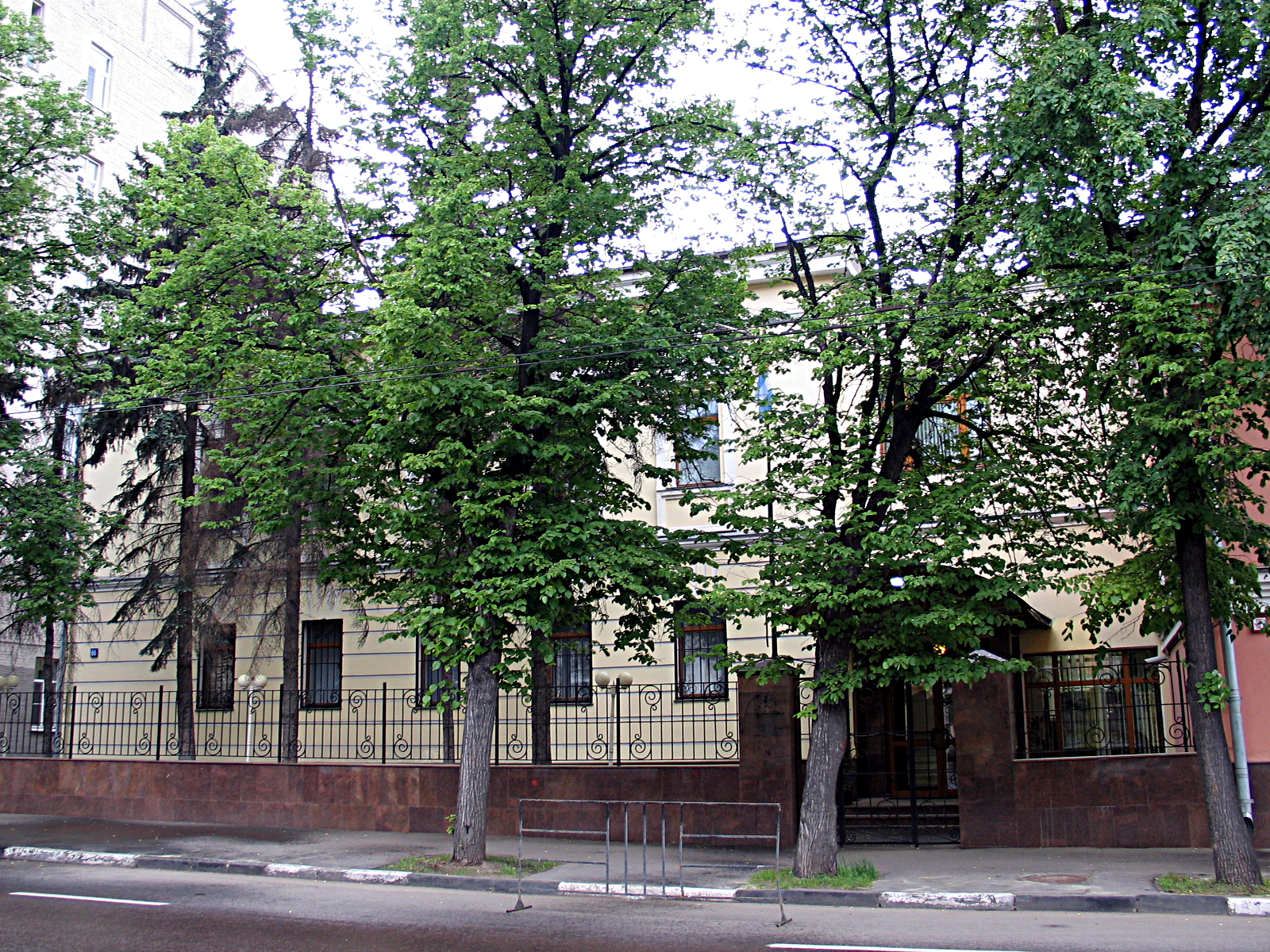
Kubanische Botschaft in Moskau

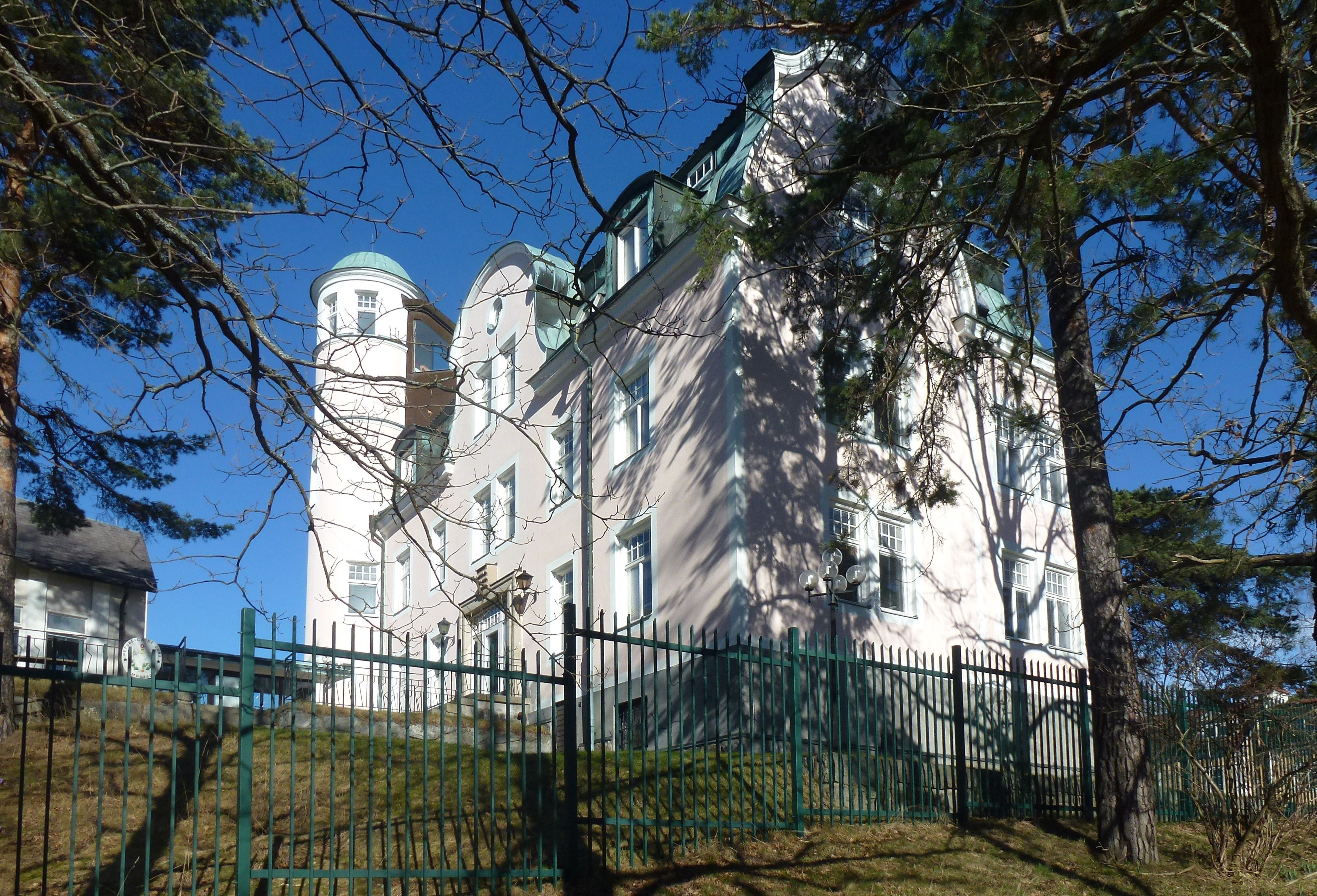
Kubanische Botschaft in Stockholm

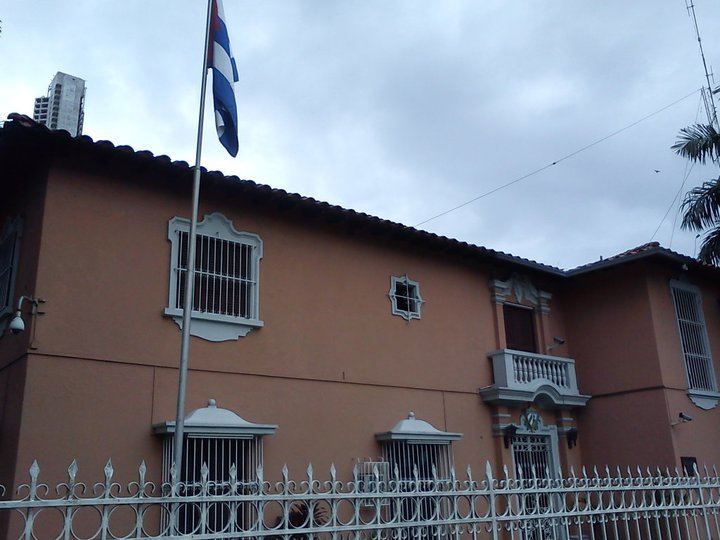
Kubanische Botschaft in Panama-Stadt

### Afrika
| - Ägypten: Kairo, Botschaft - Algerien: Algier, Botschaft - Angola: Luanda, Botschaft - Äquatorialguinea: Malabo, Botschaft - Äthiopien: Addis Abeba, Botschaft - Benin: Cotonou, Botschaft - Botswana: Gaborone, Botschaft - Burkina Faso: Ouagadougou, Botschaft - Demokratische Republik Kongo: Kinshasa, Botschaft - Dschibuti: Dschibuti, Botschaft - Gambia: Banjul, Botschaft - Ghana: Accra, Botschaft - Guinea: Conakry, Botschaft - Guinea-Bissau: Bissau, Botschaft - Kap Verde: Praia, Botschaft - Kenia: Nairobi, Botschaft | - Kongo: Brazzaville, Botschaft - Liberia: Monrovia, Botschaft - Mali: Bamako, Botschaft - Mosambik: Maputo, Botschaft - Namibia: Windhoek, Botschaft - Niger: Niamey, Botschaft - Nigeria: Abuja, Botschaft - Sambia: Lusaka, Botschaft - Senegal: Dakar, Botschaft - Simbabwe: Harare, Botschaft - Südafrika: Pretoria, Botschaft - Seychellen: Victoria, Botschaft - Tansania: Daressalam, Botschaft - Tunesien: Tunis, Botschaft - Uganda: Kampala, Botschaft |

### Asien
| - Aserbaidschan: Baku, Botschaft - Volksrepublik China: Peking, Botschaft - Volksrepublik China: Guangzhou, Generalkonsulat - Volksrepublik China: Shanghai, Generalkonsulat - Indien: Neu-Delhi, Botschaft - Indonesien: Jakarta, Botschaft - Iran: Teheran, Botschaft - Japan: Tokyo, Botschaft - Jemen: Sanaa, Botschaft - Kasachstan: Astana, Botschaft - Katar: Doha, Botschaft - Kambodscha: Phnom Penh, Botschaft - Kuwait: Kuwait, Botschaft - Laos: Vientiane, Botschaft | - Libanon: Beirut, Botschaft - Malaysia: Kuala Lumpur, Botschaft - Mongolei: Ulaanbaatar, Botschaft - Nordkorea: Pjöngjang, Botschaft - Osttimor: Dili, Botschaft - Pakistan: Islamabad, Botschaft - Saudi-Arabien: Riad, Botschaft - Singapur: Singapur, Botschaft - Sri Lanka: Colombo, Botschaft - Syrien: Damaskus, Botschaft - Thailand: Bangkok, Botschaft - Vietnam: Hanoi, Botschaft - Vietnam: Ho-Chi-Minh-Stadt, Generalkonsulat |

### Australien und Ozeanien
| - Australien: Canberra, Botschaft - Australien: Sydney, Generalkonsulat | - Kiribati: South Tarawa, Botschaft - Neuseeland: Wellington, Botschaft |

### Europa
| - Belarus: Minsk, Botschaft - Belgien: Brüssel, Botschaft - Bulgarien: Sofia, Botschaft - Dänemark: Kopenhagen, Botschaft - Deutschland: Berlin, Botschaft - Deutschland: Bonn, Außenstelle der Botschaft - Finnland: Helsinki, Botschaft - Frankreich: Paris, Botschaft - Griechenland: Athen, Botschaft - Irland: Dublin, Botschaft - Italien: Rom, Botschaft - Italien: Mailand, Generalkonsulat - Niederlande: Den Haag, Botschaft - Niederlande: Rotterdam, Generalkonsulat - Norwegen: Oslo, Botschaft - Österreich: Wien, Botschaft - Polen: Warschau, Botschaft - Portugal: Lissabon, Botschaft | - Rumänien: Bukarest, Botschaft - Russland: Moskau, Botschaft - Russland: St. Petersburg, Generalkonsulat - Schweden: Stockholm, Botschaft - Schweiz: Bern, Botschaft - Serbien: Belgrad, Botschaft - Slowakei: Bratislava, Botschaft - Spanien: Madrid, Botschaft - Spanien: Barcelona, Generalkonsulat - Spanien: Las Palmas de Gran Canaria, Generalkonsulat - Spanien: Santiago de Compostela, Generalkonsulat - Spanien: Sevilla, Generalkonsulat - Tschechien: Prag, Botschaft - Türkei: Ankara, Botschaft - Ukraine: Kiew, Botschaft - Ungarn: Budapest, Botschaft - Vereinigtes Königreich: London, Botschaft - Zypern: Nikosia, Botschaft |

### Nordamerika
| - Antigua und Barbuda: Saint John’s, Botschaft - Bahamas: Nassau, Botschaft - Barbados: Bridgetown, Botschaft - Belize: Belize City, Botschaft - Costa Rica: San José, Botschaft - Dominica: Roseau, Botschaft - Dominikanische Republik: Santo Domingo, Botschaft - El Salvador: San Salvador, Botschaft - Grenada: St. George’s, Botschaft - Guatemala: Guatemala-Stadt, Botschaft - Haiti: Port-au-Prince, Botschaft - Honduras: Tegucigalpa, Botschaft - Jamaika: Kingston, Botschaft - Kanada: Ottawa, Botschaft | - Kanada: Montreal, Generalkonsulat - Kanada: Toronto, Generalkonsulat - Mexiko: Mexiko-Stadt, Botschaft - Mexiko: Cancún, Generalkonsulat - Mexiko: Mérida, Generalkonsulat - Mexiko: Monterrey, Generalkonsulat - Mexiko: Veracruz, Generalkonsulat - Nicaragua: Managua, Botschaft - Panama: Panama-Stadt, Botschaft - St. Kitts und Nevis: Basseterre, Botschaft - St. Lucia: Castries, Botschaft - St. Vincent und die Grenadinen: Kingstown, Botschaft - Trinidad und Tobago: Port of Spain, Botschaft - Vereinigte Staaten: Washington, D.C., Botschaft |

### Südamerika
| - Argentinien: Buenos Aires, Botschaft - Bolivien: La Paz, Botschaft - Bolivien: Santa Cruz de la Sierra, Generalkonsulat - Brasilien: Brasília, Botschaft - Brasilien: São Paulo, Generalkonsulat - Chile: Santiago de Chile, Botschaft - Ecuador: Quito, Botschaft - Guyana: Georgetown, Botschaft | - Kolumbien: Bogotá, Botschaft - Paraguay: Asunción, Botschaft - Peru: Lima, Botschaft - Suriname: Paramaribo, Botschaft - Uruguay: Montevideo, Botschaft - Venezuela: Caracas, Botschaft - Venezuela: Valencia, Generalkonsulat |

## Vertretungen bei internationalen Organisationen
- Europäische Union: Brüssel, Mission
- AU: Addis Ababa, Ständiger Beobachter
- Vereinte Nationen: New York, Ständige Mission
- Vereinte Nationen: Genf, Ständige Mission
- Vereinte Nationen: Nairobi, Ständige Mission
- UNESCO: Paris, Ständige Mission
- Heiliger Stuhl: Vatikanstadt, Botschaft